# Nicolas Chamfort
Nicolas Chamfort, ursprungligen Nicolas-Sébastien Roch, född 6 april 1741, död 13 april 1794, var en fransk moralist.
Efter en bekymmersam barndom drog han sig fram i Paris som medellös litteratör, deltog i akademiens pristävlingar och skrev skådespel. Hans fördelaktiga utseende och sociala förmåga öppnade salongerna för honom, särskilt sedan hans tragedi Mustapha et Zéangir (1776) förskaffat honom drottningens beskydd och en statspension. Han förskaffade sig snart ett rykte som Paris främsta kvickhuvud. Hans snabba uppgång gav honom möjlighet att leva ett liv i välmåga, men han såg samtidigt på sin samtids samhälle med avsmak, och hälsade revolutionen med förtjusning. Skräckväldet tog dock död på hans förhoppningar revolutionens välsignelse, och 1794 begick han självmord. Hans Oeuvres utgavs av en vän 1795. Mest betydelsefulla är hans Maximes et pensées och Anecdotes et caractères.